# Luchthaven Cỏ Ống
Luchthaven Cỏ Ống is een vliegveld op het eiland Côn Lôn, het grootste eiland van de archipel Côn Đảo. Er vliegen twee maatschappijen op het vliegeveld, te weten Air Mekong en Vietnam Airlines. De geasfalteerde landingsbaan is 1830 meter.